# Galerina norvegica
Galerina norvegica är en svampart som tillhör divisionen basidiesvampar, och som beskrevs av Alexander Hanchett Smith. Galerina norvegica ingår i släktet Galerina, och familjen buktryfflar. Arten har ej påträffats i Sverige.